# آنجو بابی جورج
آنجو بابی جورج (انگلیسی: Anju Bobby George؛ زادهٔ ۱۹ آوریل ۱۹۷۷) ورزشکار دو و میدانی پرش طول اهل هند است.